# Vogtei (Thuringe)
Vogtei est une commune allemande de l'arrondissement d'Unstrut-Hainich, Land de Thuringe.

## Géographie
Vogtei se situe au nord du Hainich.
La commune comprend les quartiers d'Oberdorla, Niederdorla, Langula. Elle remplit les mêmes fonctions administratives pour Kammerforst et Oppershausen. Ils faisaient partie auparavant de la Verwaltungsgemeinschaft Vogtei.
| Rodeberg        | Mühlhausen               |            |
| Südeichsfeld    | Vogtei                   | Weinbergen |
| Nazza Hallungen | Kammerforst Oppershausen | Flarchheim |

Point central de l'Allemagne
Le centre de l'Allemagne est situé dans le quartier de Niederdorla à environ 500 m au nord du centre-ville et environ 1 000 m à l'est de l'ancienne gare d'Oberdorla à 51° 09′ 48″ N, 10° 26′ 52″ E.

## Histoire
En 1123, l'archevêque de Mayence Adalbert de Sarrebruck crée un prieuré à Dorla ; les propriétés et domaines agricoles du Stift sont régis selon le bailliage (Vogtei en allemand) de Dorla.
De 1785 à 1786, des habitants du bailliage interpellent à Vienne l'empereur Joseph II pour remettre une pétition afin de régler la question territoriale du bailliage de Dorla.
En 1994, Oberdorla, Niederdorla et Langula constituent la Verwaltungsgemeinschaft Vogtei à laquelle appartiennent Kammerforst et Oppershausen. En 2011, on entreprend de transférer la gestion de la communauté à une commune. Kammerforst et Oppershausen s'y opposent, Oberdorla, Niederdorla et Langula sont de la création le 31 décembre 2012.

## Personnalités liées à la commune
- Matthias Weckmann (vers 1616-1674), compositeur
- Fritz Janson (1885-1946), homme politique local
- Jörg Hoffmann (né en 1939), violoniste